# Crises (álbum de Mike Oldfield)
Crises es el octavo álbum de Mike Oldfield. Fue grabado entre noviembre de 1982 y abril de 1983 en Denham (Buckinghamshire), Inglaterra, producido por Mike Oldfield y Simon Phillips y publicado por Virgin Records en 1983. El ingeniero de grabación fue Nigel Luby y el arte de tapa fue de Terry Ilott. El disco incluye los temas «Crises», «Taurus 3» y los sencillos «Moonlight Shadow», cantado por Maggie Reilly, el cual llegó al puesto 4 en el Reino Unido y al número 1 en el resto de Europa y «Shadow on the Wall», de cariz entre el pop y el hard rock, entre otros. Este álbum se publicó en los Estados Unidos con seis temas en la cara B, incluyendo el sencillo «Mistake», cantado por Maggie Reilly. Además de Reilly, colaboraron Jon Anderson, cantante de Yes y Roger Chapman, integrante del grupo Family.
En 2000, Virgin Records reeditó Crises para Mike Oldfield Remastered y en 2013, Universal Music publicó una versión remasterizada de dicho álbum que incluía «Mistake», publicado en agosto de 1982; el sencillo «Jungle Gardenia» y «Crimes of Passion», este último cantado por Barry Palmer y editado en enero de 1984 y versiones de «Moonlight Shadow» y «Shadow on the Wall» como pistas adicionales.

## Listado de canciones
Todas las canciones escritas y compuestas por Mike Oldfield (excepto donde se indica). 
| Cara A |          |          |  |
| N.º    | Título   | Duración |  |
| 1.     | «Crises» | 20:40    |  |

| Cara B |                      |                         |          |  |
| N.º    | Título               | Letras                  | Duración |  |
| 1.     | «Moonlight Shadow»   |                         | 3:34     |  |
| 2.     | «In High Places»     | Oldfield, Jon Anderson  | 3:33     |  |
| 3.     | «Foreign Affair»     | Oldfield, Maggie Reilly | 3:53     |  |
| 4.     | «Taurus 3»           |                         | 2:25     |  |
| 5.     | «Shadow on the Wall» |                         | 3:09     |  |

Nota: La versión norteamericana del álbum contenía como tema 1 «Mistake» siguiendo con la numeración arriba indicada.

## Créditos
| Músicos - Mike Oldfield – coros, guitarras, sintetizadores (Fairlight CMI, Prophet 5 Oberheim OBXa), caja de ritmos (Oberheim DSX & DMX), batería electrónica (Simmons), bajo, piano, órgano Farfisa, arpa, mandolina, simulador cuántico, bajo acústico, banjo, guitarras (Adamus, Ramírez & Manson), campanas, pandereta, shaker, voz en «Crises», productor. - Phil Spalding – bajo. - Simon Phillips – Batería Tama, shaker, chasqueo de dedos, campanas, pandereta, botas, productor. - Maggie Reilly – voz en «Moonlight Shadow» y «Foreign Affair». - Jon Anderson – voces en «In High Places». - Pierre Moerlen – vibráfono en «In High Places». - Roger Chapman – voces en «Shadow on the Wall». | Producción - Ingeniero – Nigel Luby - Productores – Mike Oldfield, Simon Phillips Otros créditos - Cubierta – Terry Ilott - Grabado en – Tilehouse Lane - Masterizado en – CBS Studios, Londres - Publicado por – Virgin Records Ltd. |